# Gasr Banat
Gasr Banat o Gasr Isawi és un jaciment arqueològic situat a prop de Bani Walid, a Líbia i al lloc d'un antic centenari romà o oppidum elevat. L'àrea també s'usa com a campament semipermanent per a nòmades. El va estudiar Graeme Barker el 1984. L'evidència de la ceràmica trobada indica que la data de construcció fou el segle iii.
El centenari té una semblança amb un altre de Guerait esh-Shergia, al nord de Wadi Nefud. Hi ha un antic mausoleu amb temple que és del mateix període que el centenari, a la vall, i conté una cambra funerària decorada amb peixos. També hi ha restes d'una pedrera romana i preses al uadi proper.
Aquest centenari en particular es va usar sovint durant segles. Al seu entorn hi havia muralles medievals d'una antiga construcció que envoltaven l'edifici i es van ensorrar per circumstàncies naturals o bèl·liques. Tanmateix, malgrat els murs caiguts, el centenari es va mantenir en prou bones condicions.